# Wilhelm Achter
Wilhelm Achter (* 22. September 1896 in Münster i. W.; † nach 1963) war ein deutscher Unternehmer. Er war Vorstand und Generaldirektor der Gladbacher Wollindustrie AG, Präsident der Industrie- und Handelskammer Gladbach-Rheydt und Wehrwirtschaftsführer.

## Leben

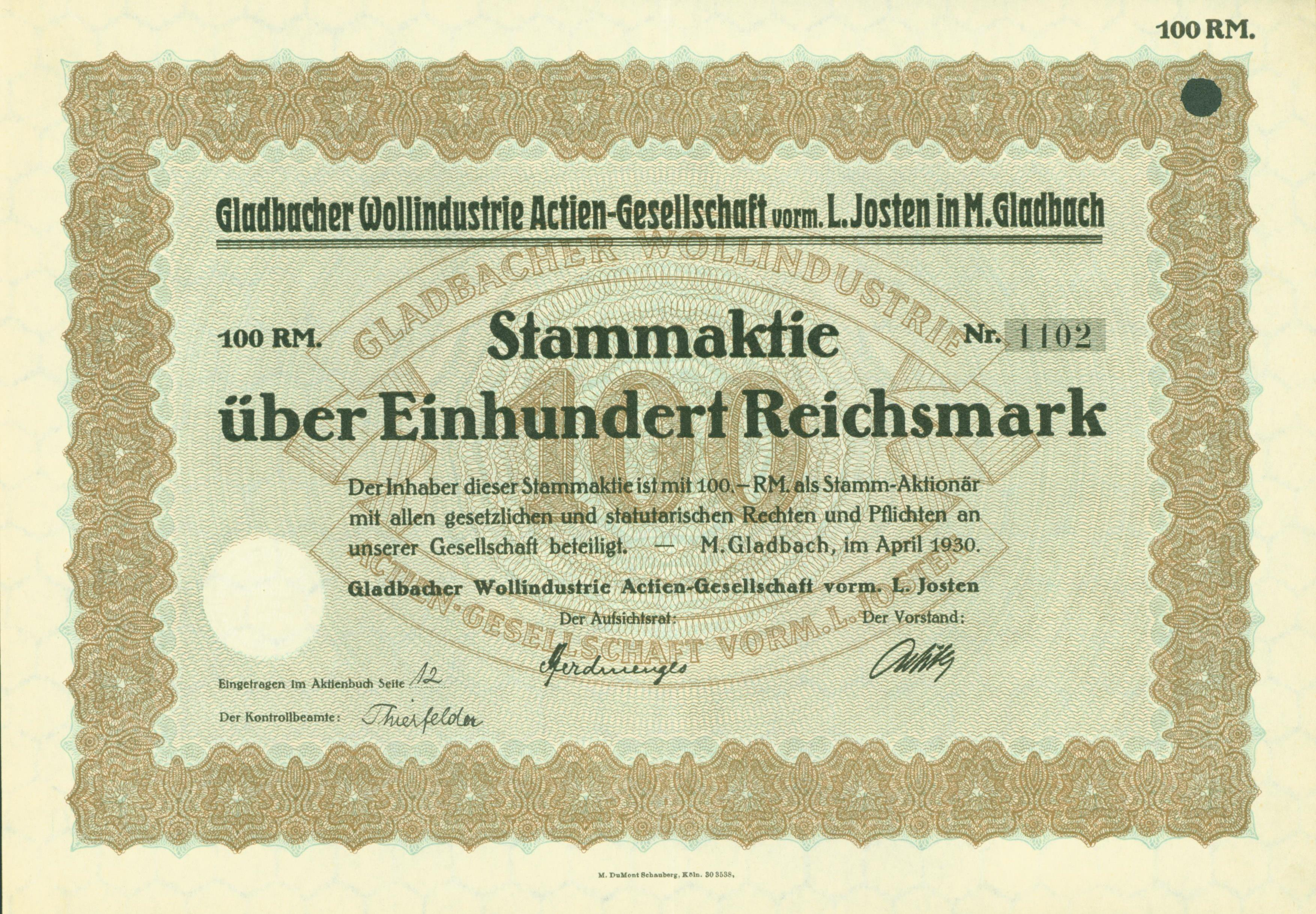
Aktie der Gladbacher Wollindustrie AG vom April 1930 mit Unterschrift von Vorstand Achter

Nach dem Schulbesuch und Kriegsdienst, den er von 1914 bis 1919 als Artillerieoffizier leistete, studierte Wilhelm Achter Textilindustrie. 1923 wurde er im Alter von 26 Jahren alleiniger Vorstand der Gladbacher Wollindustrie AG und war es noch 40 Jahre später.
Achter trat bereits zum 1. April 1932 der NSDAP bei (Mitgliedsnummer 1.032.924). Während des Nationalsozialismus war er Kreiswirtschaftsreferent, ab 1939 Wehrwirtschaftsführer der NSDAP. 1937 verfasste er die Schrift Werden und Wachsen eines Wirtschaftsgebietes am Linken Niederrhein.
Er lebte im Haus Dalheim im gleichnamigen Ort im Bezirk Aachen.